# Chen Zhen (Handballspielerin)
Chen Zhen (chinesisch 陳珍, Pinyin Chén Zhēn; * 11. Januar 1963)  ist eine ehemalige chinesische Handballspielerin.

## Karriere
Chen Zhen gehörte dem Kader der chinesischen Nationalmannschaft an. Bei den Olympischen Spielen 1984 in Los Angeles, die von der Sowjetunion und weiteren sozialistischen Staaten boykottiert wurden, gewann sie mit ihrer Mannschaft die Bronzemedaille. Sie führte dabei ihre Mannschaft als Kapitänin auf das Spielfeld und steuerte insgesamt 19 Treffer zum Erfolg bei. Vier Jahre später belegte Chen Zhen den sechsten Platz bei den Olympischen Spielen in Seoul, in deren Verlauf sie 21 Tore warf.